# Aeschynomene unijuga
Aeschynomene unijuga là một loài thực vật có hoa trong họ Đậu. Loài này được (M.E.Jones) Rudd miêu tả khoa học đầu tiên.